# Amygdala
Amygdala (på dansk mandelkernen) er et lille område i hjernens tindingelap, som blandt andet håndterer frygt og forsvarsreaktioner. Den er en del af det limbiske system og har forbindelser til hypofysen, binyrerne, lugtesansen og til indtagelse af føde og væske. Amygdala kan udløse forskellige viscerale og autonome reaktioner (vejrtrækning, kredsløb, mave-tarmkanal).
Der er omkring 12 millioner neuroner i menneskets amygdala. Amygdala er involveret i posttraumatisk belastningsreaktion.

## Navnet
Navnet "amygdala" er hentet fra græsk, hvor det betyder "mandeltræ".

## Opdeling
Amygdala kan deles op i en basolateral og en kortikomedial del. Den kortikomediale del modtager signaler fra de autonome processer. Dette er specielt thalamus, hypothalamus, lugtelap, septumkerner, dopaminerge kerner i mesencephalon. Den basolaterale derimod modtager signaler fra neostriatale kerner, frontallap thalamuskerner og dopaminerge kerner – faktisk al sanseinformation.
I 1930'erne blev amygdala fjernet hos aber, hvad der gjorde dem frygtløse. Senere har man observeret den samme frygtløshed hos mennesker uden amygdala.

## Neuropsykologiske korrelationer

### Seksuel orientering
Et par undersøgelser har antydet mulige sammenhænge imellem hjernens struktur, herunder forskelle i hemisfærisk ratio og forbindelsesmønstre i amygdala og seksuel orientering. Homoseksuelle mænd har tendens til at udvise mere kvindelige-lignende mønstre i amygdala end heteroseksuelle mænd gør, ligesom homoseksuelle kvinder har tendens til at vise flere mandlige mønstre i amygdala end heteroseksuelle kvinder gør.

### Aggression
Dyreforsøg har vist, at stimulering af amygdala synes at øge både seksuel og aggressiv adfærd. Ligeledes har undersøgelser ved hjælp af hjernelæsioner vist, at skade på amygdala kan have den modsatte effekt. Det fremgår således, at denne del af hjernen kan spille en rolle i udstråling og modulering af aggression.

### Posttraumatisk stresslidelse
Der synes at være en forbindelse med amygdala og hvordan hjernen bearbejder posttraumatisk belastningsreaktion. Flere undersøgelser har fundet, at amygdala kan være ansvarlig for de følelsesmæssige reaktioner på PTSD patienter. En undersøgelse fandt specifikt, at når PTSD patienter får vist billeder af ansigter med frygtsomme udtryk, har deres amygdalae tendens til, at have en højere aktivitet end en person uden PTSD.

### Frygt
Der er tilfælde af menneskelige patienter med fokale bilaterale læsioner af amygdala, på grund af den sjældne genetiske tilstand Urbach-Wiethe sygdom. Sådanne patienter undlader at udvise frygt-relaterede adfærd. Dette fund medvirkede til konklusionen, at amygdala "spiller en central rolle i at udløse en tilstand af frygt".

### Politisk orientering
En mindre undersøgelse har fundet at politisk konservatisme (defineret ud fra en fem-point skala fra "very liberal" til " very conservative") er positivt korreleret med et øget volume af den højre amygdala i en undersøgelse af 90 individer.